# موريس كندال
موريس جورج كندال ( 6 سيبتمبر1907- 29 مارس 1983) (بالإنجليزية: Maurice Kendall)‏ عالم إحصاء بريطاني. اشتهر بأعماله في مجالات الإحصاء اللامعلمي والمتسلسلات الزمنية وهو الذي قام بتعريف معامل الارتباط حسب الرتب المعروف بإسمه (معامل كندال).
عمل كندال كثيرا في الكتابة والتأليف حول النظريات الإحصائية وتجميع المعارف الإنسانية في هذا المجال، وذلك عبر وضع قواميس موضوعاتية للمصطلحات الأحصائية وبيبلوغرافيات شاملة للمراجع والنظريات الإحصائية.

## حياته وتعليمه
كان موريس كندال الابن الوحيد لوالديه جون كندال وجورجينا بريور. أصيب في طفولته بالتهاب السحايا (الذي كان مرضا فتاكا آنذاك) وشفي منه.
في 1914 وبمجرد اندلاع الحرب العالمية الأولى، انتقل والده للعمل في ديربي، في مصانع رولز رويس. في ديربي تلقى موريس تعليمه الأولي وأبدى منذ طفولته نبوغا دراسيا، خصوصا في اللغات والرياضيات. رغم معارضه والده لاختياره لمسار جامعي في الرياضيات البحتة (كان والده يفضل أن يتخرج ابنه مهندسا)، درس الرياضيات في كلية سانت جونز بكامبريدج، وكانت والدته من أكبر الداعمين له في اختيار هذا المسلك الدراسي.
بعد تخرجه في 1929 اشتغل موظفا في وزارة الزراعة البريطانية، وخلال عمله بالوزارة عمل على تطبيق التقنيات الإحصائية في المجال الزراعي وكانت أولى أوراقه البحثية التي نشرها عبر الجمعية الملكية الإحصائية حول موضوع دراسة الإنتاجية الزراعية عبر تطبيق تقنية التحليل العاملي.
انتخب عضوا زميلا في الجمعية الملكية الإحصائية سنة 1934.
في 1940، وبعد اندلاع الحرب العالمية الثانية، اشتغل كندال في الغرفة البريطانية للملاحة.
بين 1949 و1961، تقلد منصب أستاذ كرسي الإحصاء في كلية لندن للاقتصاد.
بين 1961 إلى غاية سنة تقاعده (1972) اشتغل كمدير تنفيذي لشركة استشارة معلوماتية سايكون (SciCon) ثم كرئيس مدير عام لنفس الشركة.
ابتداء من 1972، أدار كندال الاستبيان العالمي حول الخصوبة التابع للمعهد الدولي للإحصاء بالتعاون مع الأمم المتحدة التي كافأته سنة 1980 بميدالية السلام لأعماله المسداة في إطار البحث العالمي حول الخصوبة.

## أعماله
التقى كندال الإحصائي الاستكتلندي جورج يول لأول مرة سنة 1935 وأثمرت العلاقة بين الرجلين على اشتراك كندال، منذ 1937، في تنقيح وإغناء كتاب يول المرجعي «مدخل إلى النظرية الإحصائية»، الذي صدرت طبعته الأولى سنة 1911. إلى غاية 1950، صدرت 14 طبعة لهذا الكتاب بمساهمة كندال.
اهتم كندال كثيرا بدراسة المتسلسلات الزمنية وقدم إضافات في الإحصاء اللامعلمي، خصوصا طرق قياس الارتباط حسب الرتب (معامل كندال).